# دانکن دوم
| دانکن دوم اسکاتلند | دانکن دوم اسکاتلند |
| ------------------ | ------------------ |
|                    |                    |
| ترتیب              | پادشاه اسکاتلند    |
| زمان حکومت         | ۱۰۹۴               |
| شاه پیشین          | دانالد سوم         |
| شاه بعدی           | دانالد دوم         |
| زادروز             | پیش از سال ۱۰۶۰    |
| درگذشت             | ۱۲ نوامبر ۱۰۹۴     |
| زادگاه             |                    |
| محل فوت            |                    |
| پدر                | مالکولم سوم        |
| مادر               | اینگیبیورگ         |
| همسر               |                    |
| آرامگاه            | صومعهٔ دامفرملین    |

دانکن دوم (زاده پیش از سال ۱۰۶۰ - درگذشته ۱۲ نوامبر ۱۰۹۴)
شاه اسکاتلند و فرزند مالکولم سوم و همسرش اینگیبیورگ و در نتیجه نوهٔ دانکن اول بود.
او ابتدا در پادشاهی انگلستان گروگان بود اما پس از بیرون کردن عمویش، دانلد سوم اسکاتلند، با کمک انگلیسی‌ها و نرمن‌ها در ۱۰۹۳ به پادشاهی رسید .
او سال بعد در نبرد مونته‌چین کشته شد.
او در صومعهٔ دامفرملین به خاک سپرده شده است.